# Ferdinand Julius Cohn
Ferdinand Julius Cohn (Breslau, 24 de janeiro de 1828 – Breslau, 25 de junho de 1898) foi um botânico e microbiologista alemão.

## Publicações
- Zur Naturgeschichte des Protococcus Pluvialis, Bonn 1851
- Die Menschheit und die Pflanzenwelt, Breslau 1851
- Der Haushalt der Pflanzen, Leipzig 1854
- Untersuchungen über die Entwicklungsgeschichte der Mikroskopischen Algen und Pilze, Bonn 1854
- Beiträge zur Biologie der Pflanzen (Schriftenreihe, Breslau, 1870 begründet)
- Neue Untersuchungen über Bakterien, Bonn 1872-1875
- Die Pflanze, Leipzig 1882